# Gullborgarhraun
Gullborgarhraun är ett lavafält i republiken Island.   Det ligger i regionen Västlandet, i den västra delen av landet. Vid gården Heggstaðir finns grottor med stalaktiter.